# 棘被螈屬
棘被螈（屬）（學名：Acanthostega）又名棘螈、 棘魚石螈，一支已滅絕的坚头类動物，約在 3.65 億年前的晚泥盆世出现，是最早具有明顯四肢的脊椎動物，也是水生肉鰭魚類和陸生四足動物之间的过渡类群。
棘被螈的化石保存完好，最早由瑞典古生物学家古纳尔·塞韦－瑟德贝里和埃里克·亚尔维克在1933年發現一些頭顱骨碎片，而最著名的是1987年詹妮弗·克拉克在格陵蘭東部發現的標本。

## 主要特征
棘被螈体长约 60 厘米，每隻腳上有八趾，趾間有蹼，沒有腕，並不適合行走陸地。棘被螈的肩膀及前肢很像魚類的。前腳在肘位不能向前彎曲，不能形成承力的姿態，故似乎較適合在水中劃動或握著水中植物。牠有肺部，但肋骨太短，不能支撐胸腔離開水面。牠们也有鰓，是在內側及像魚類般覆蓋著，而不像兩棲類般外露的。
故此古生物學家推測棘被螈可能是生活在淺水沼澤中，而四肢演化來其他非行走的用途。詹妮弗·克拉克（Jennifer A. Clack）解釋棘被螈是演化自從未離開海洋的魚類，四足動物後來衍生了對陸地生活非常有用的特徵，而非以往推測的在陸地上拖行身體再演化出四肢。在棘被螈生存的時期，落葉植物開始滋生及每年落下葉子到水中，吸引了細小的獵物到來。克拉克指在棘被螈的下頜中，小數較大的牙齒在外列，細小的牙齒則在內列；在魚類的頜中，大量細小的牙齒在外列，兩顆尖牙及一些細小的牙齒則在內列。她認為這種改變可能是因早期的四足動物從水中攝食改為在水上或陸地攝食有關。
根據棘被螈頭顱骨的骨縫形態進行的研究發現，棘被螈可能是直接在或近水邊咬住獵物。在與魚類的頭顱骨比較下，發現棘被螈像陸上動物般直接咬住獵物。這個研究結果顯示棘被螈是適應了陸地攝食的，進一步支持了陸地攝食是由水中動物開始的假說。
棘被螈是泥盆紀晚期大量形成的物種之一。牠始於純水中的肉鰭魚類，並由有較強呼吸能力、頸部肌肉支援頭部運動及以鰭來支撐身體的物種繼承。這些特徵都在早期的提塔利克魚及魚石螈中可以見到。
|  |  |  |